# Оброшино (Вологодская область)
Оброшино — деревня в Междуреченском районе Вологодской области.
Входит в состав Старосельского сельского поселения (с 1 января 2006 года по 8 апреля 2009 года входила в Ноземское сельское поселение), с точки зрения административно-территориального деления — в Ноземский сельсовет.
Расстояние до районного центра Шуйского по автодороге — 22 км, до центра муниципального образования Старого по прямой — 8 км. Ближайшие населённые пункты — Новая, Михалково, Заречье.
По переписи 2002 года население — 4 человека.